# كرغوانة
كرغوانة (بالفارسية: کرگوانه) هي قرية تقع في Poshtkuh Rural District في إيران. يقدر عدد سكانها بـ 84 نسمة بحسب إحصاء 2016.